# Махавил
Махавил (араб. المحاويل‎) (также Аль-Махавил, Кхан аль-Махавил,Эль-Махавил, Махавиль, Эль-Махавиль, Хан эль-Махавиль, Аль-Махавиль), город в центральной части Ирака, центр одноименного округа Махваил, который входит в состав мухафаза Бабиль. Город расположен в 90 км к югу от Багдада, между городами Искандария и Хилла. Численность населения составляет порядка 212 тыс. чел., большая часть из которых мусульмане сунниты.